# Ян Навратіл
Ян Навратіл (чеськ. Jan Navrátil, нар. 13 квітня 1990, Троубки) — чеський футболіст, нападник клубу «Сігма» (Оломоуць) та національної збірної Чехії. Виступав також за клуби «Слован» та «Словацко». Володар Кубка Чехії.

## Клубна кар'єра
У професійному футболі Ян Навратіл дебютував 2009 року виступами за команду «Сігма» (Оломоуць), в якій грав до 2016року, взявши участь у 179 матчах чемпіонату. У складі команди футболіст у сезоні 2011—2012 років став володарем Кубка Чехії. Протягом 2016—2017 років захищав кольори клубу «Слован», проте в цій команді гравцем основного складу не став. З 2017 до 2022 року Навратіл грав у складі клубу «Словацко», де повернув собі місце в основному складі команди. З 2022 року футболіст знову грає в складі клубу «Сігма».

## Виступи за збірні
У 2006 році Ян Навратіл дебютував у складі юнацької збірної Чехії, загалом на юнацькому рівні взяв участь у 10 іграх, відзначившись одним забитим голом.
У 2011 році футболіст провів 2 матчі у складі молодіжної збірної Чехії.
У 2022 році Навратіл дебютував в офіційних матчах у складі національної збірної Чехії. Станом на початок 2025 року зіграв у складі національної збірної 2 матчі, в яких забитими голами не відзначився.

## Титули і досягнення
- Володар Кубка Чехії (2):

«Сігма» (Оломоуць): 2011–2012, 2024–2025
- Володар Суперкубка Чехії (1):

«Сігма» (Оломоуць): 2012